# Nassarius iodes
Nassarius iodes är en snäckart som först beskrevs av Dall 1917.  Nassarius iodes ingår i släktet nätsnäckor, och familjen Nassariidae. Inga underarter finns listade i Catalogue of Life.